# Óriás

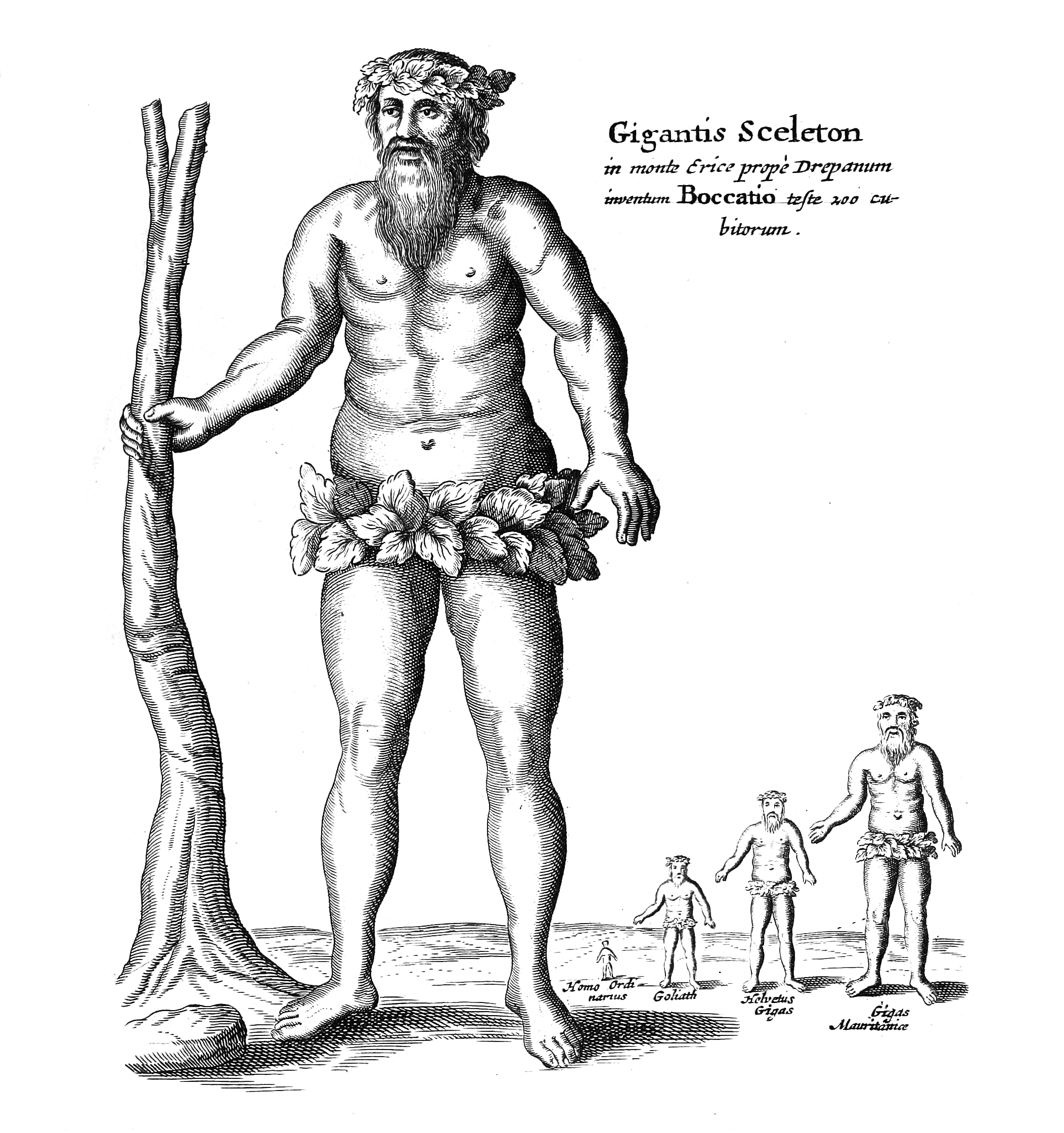
Ez az 1665-ös ábrázolás az ősi csontleleteket óriásoknak tulajdonítja

A ritkábban előforduló, de a természet rendjével nem ellenkező óriás növésű embereken kívül minden nép mese- és mondavilága ismer természetfölötti erőkkel és tulajdonságokkal felruházott óriásokat. Az izraeliták őstörténete nemcsak óriási fajzatokról és népekről beszél (Énok fiai Hebronban, a refainok és nefilimek), hanem óriás termetű harcosokról is (tipikus alakjuk Góliát). Az indus mitológia óriásait maga Brahma teremtette és amikor azok később föllázadtak ellene, tulajdon nyilával öldöste le őket ismét. A görög mitológia a természet hatalmas erőit óriásokban (gigászok, titánok, küklópszok, továbbá Antaeus, Aegaeon stb.) személyesítette meg. Az északi mitológiában a káoszból születik Ymir óriás, kinek agyonvert testéből Odin, Vili és Ve istenek a világot teremtik. A tatárok, szlávok, finnek néphitében is megvoltak az óriások, de a magyar mitológia szereplői is, melyeknek hősei nagyrészt történeti alakok is voltak. Így keletkeztek a Szent László-mesék, a Toldi-monda, továbbá a Vasgyúróról és Garabonciás diákról stb. szóló történetek. A bakonyi, az északi felvidék, illetve Erdély hegyei között található különös alakú bemélyedést, árkot gyakran ma is úgy mutogatják mint az óriások sarkának, talpának, öklének a nyomát. Egyes furcsa alakú sziklát is az ő működésük eredményének tulajdonítják. Az óriások mind a mai napig is élnek a népmondák és a tündérmesék költészetében; sőt a nyelv is megtartotta ezt a fogalmat mindannak jelölésére, ami nagy, szertelen és a természet rendjéből kiválik.